# Enrique Guaita
Enrique Guaita   (Lucas González, 15 de juliol de 1910 - Bahía Blanca, 18 de maig de 1959), també conegut com a Enrico Guaita, fou un futbolista argentí, més tard nacionalitzat italià, de la dècada de 1930.
Durant la seva etapa esportiva defensà els colors de tres clubs, Estudiantes (on formà part de la línia d'atac del club que es feu famosa amb el sobrenom de Los Profesores) i Racing Club, a l'Argentina, i AS Roma (1933 - 1935) a Itàlia. En l'estada al club romà fou conegut com Il Corsaro Nero. Jugà tant amb la selecció argentina com amb la italiana. Fou campió del món a la Copa del Món d'Itàlia 1934.